# Avenida Armendáriz
La avenida Armendáriz es una de las principales avenidas del distrito de Miraflores, en la ciudad de Lima, capital del Perú. Se extiende de noroeste a sureste, a lo largo de siete cuadras. Asimismo, en sus últimas cuadras, destaca el centro comercial Larcomar y el hotel JW Marriott.

## Recorrido
La avenida nace en el puente de la avenida Reducto, cerca a la Quebrada de Armendáriz. En sus primeras cuadras destacan los edificios residenciales.
La avenida termina en la intersección con la avenida Larco y el malecón de la Reserva. Destaca la embajada de Paraguay, el centro comercial Larcomar y el hotel JW Marriott Hotel Lima.

## Galería

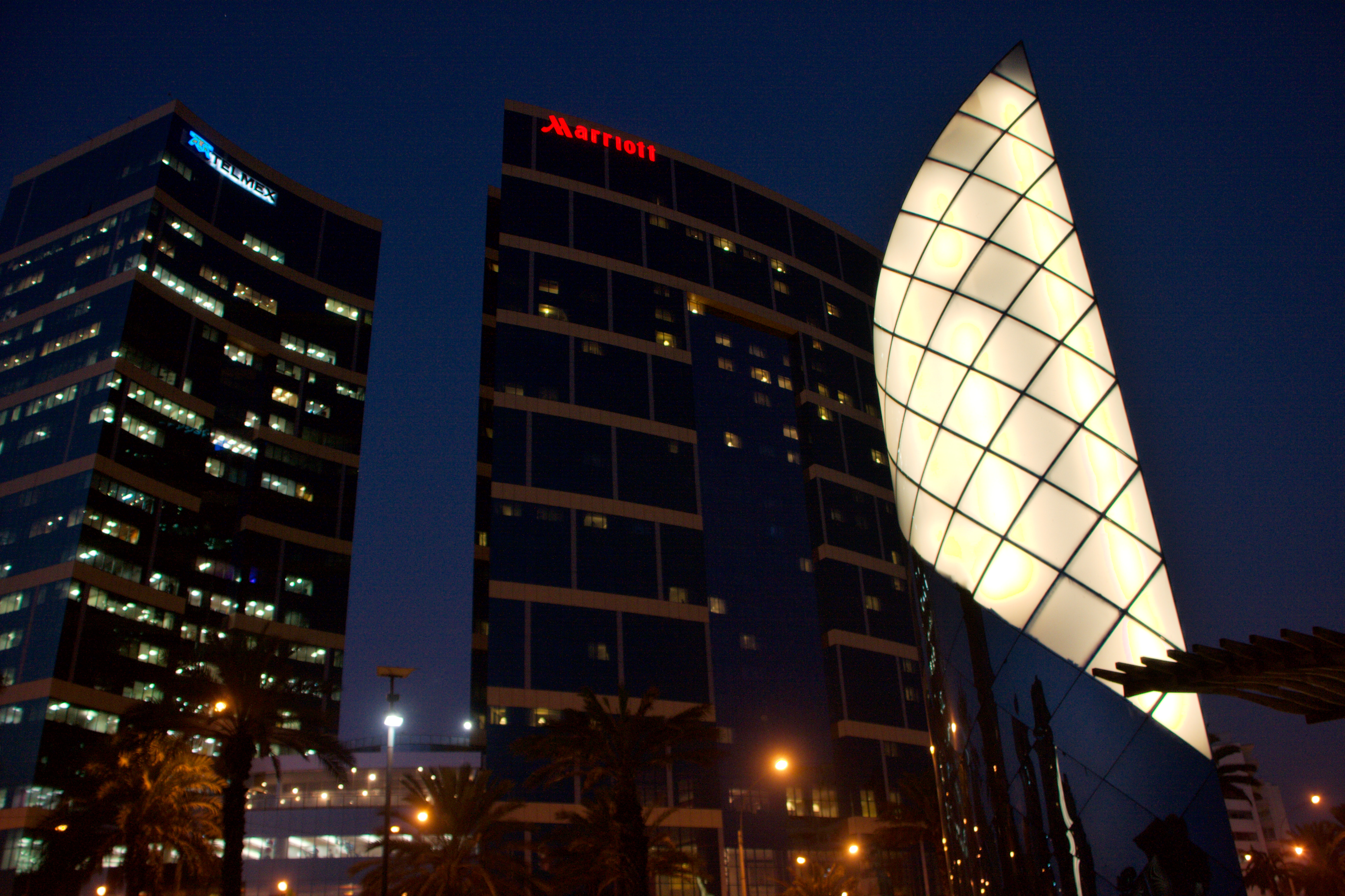
Larcomar
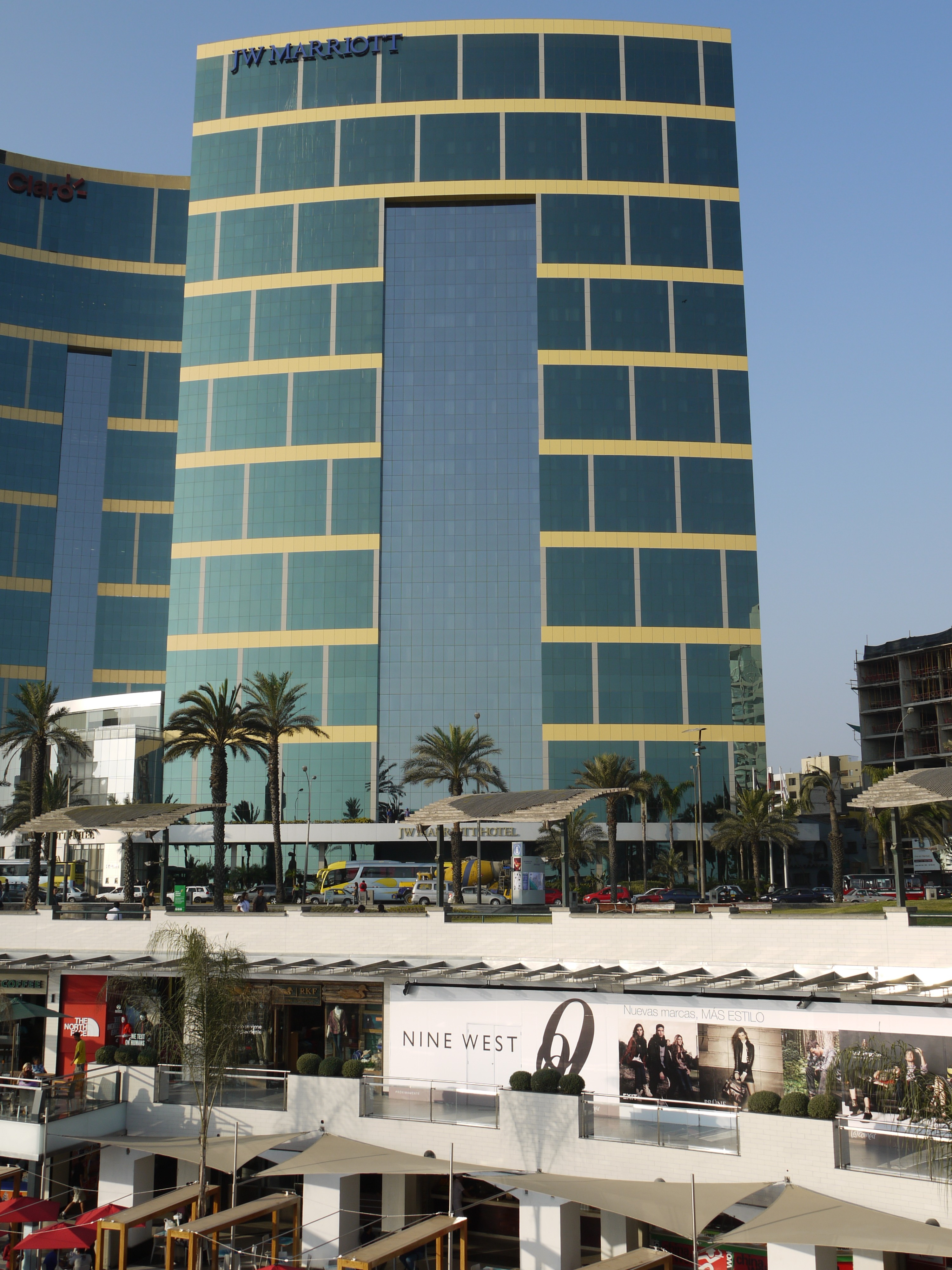
Marriott Hotel
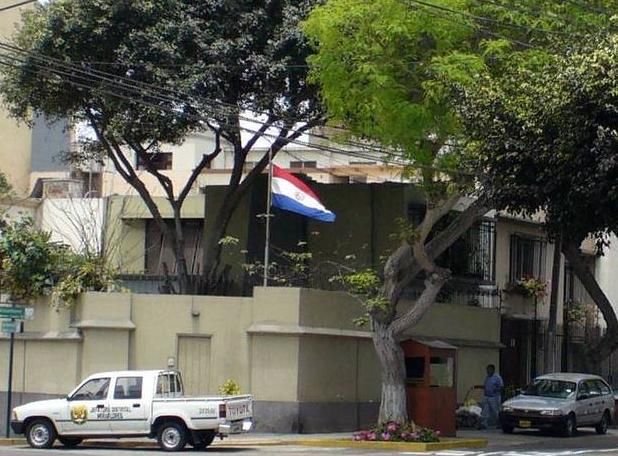
Embajada de Paraguay